# Athis (Frankrijk)
Athis is een gemeente in het Franse departement Marne (regio Grand Est). De plaats maakt deel uit van het arrondissement Epernay. Athis telde op 1 januari 2022 888 inwoners.

## Geografie
De oppervlakte van Athis bedroeg op 1 januari 2022 16,88 vierkante kilometer; de bevolkingsdichtheid was toen 52,6 inwoners per km².

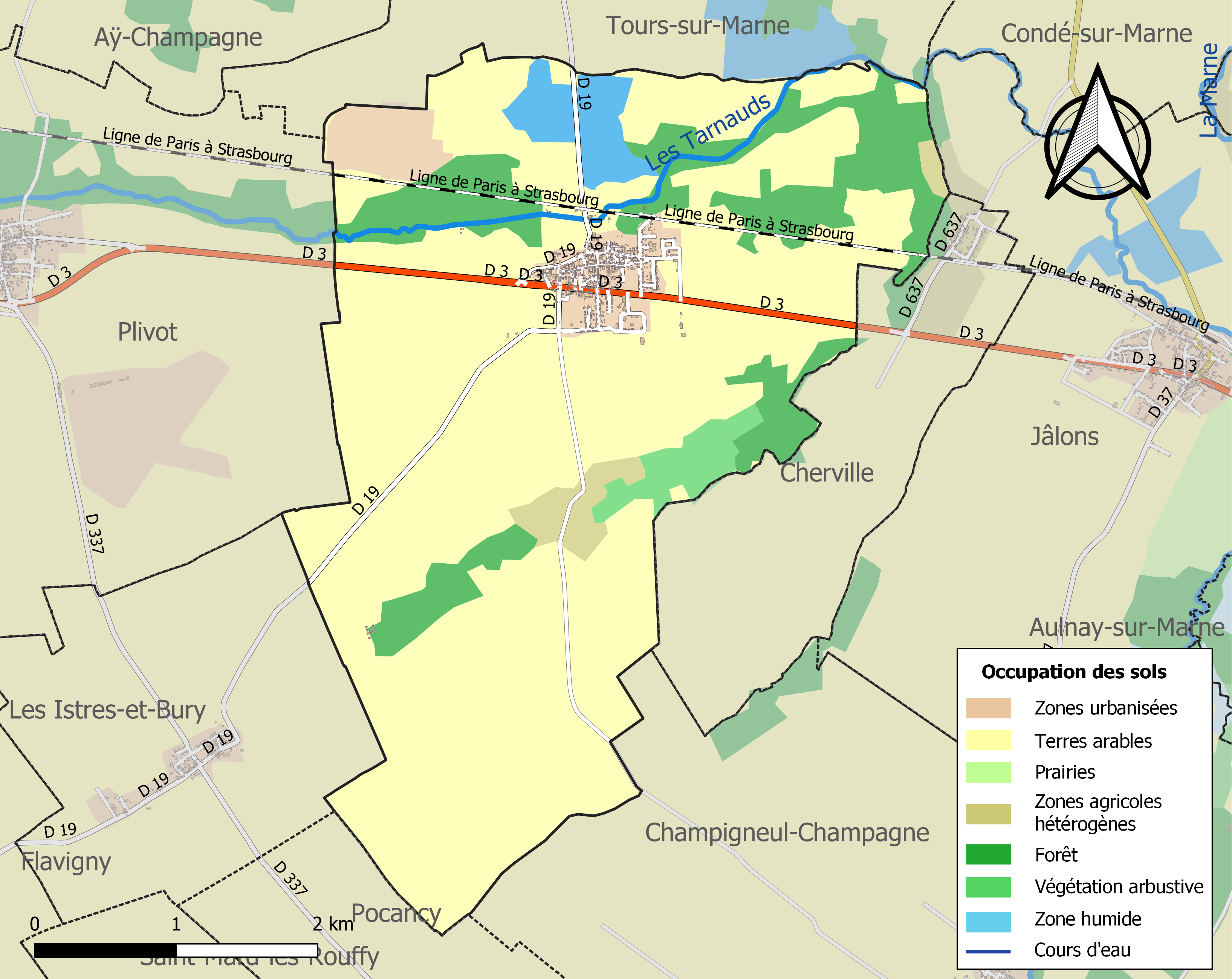
Kaart van de gemeente met de belangrijkste infrastructuur, bodemgebruik en omliggende gemeenten

## Demografie
Onderstaande figuur toont het verloop van het inwonertal (bron: INSEE-tellingen).

## Geboren
- Marylin Pla (1984), kunstschaatsster